# 小行星3176
小行星3176（3176 Paolicchi）是一颗围绕太阳公转的小行星。1980年11月13日，佐蘭·琴熱維奇在马特劳山发现了此天体。
該小行星以義大利天體物理學家保羅·保利奇（Paolo Paolicchi）命名。
这颗小行星的绝对星等为23.29766806993732等。